# Toots and The Maytals
Toots and The Maytals – jamajska grupa muzyczna wykonująca ska, rocksteady i reggae (praktycznie brali udział we wszystkich etapach rozwoju muzyki jamajskiej), działająca od roku 1962 do dzisiaj. Sławomir Gołaszewski w swojej książce Reggae – Rastafari stwierdza, że pod względem popularności i znaczenia dla rozwoju muzyki reggae ustępują tylko grupie The Wailers.

## Historia
Historia zespołu zaczyna się w 1962 roku, kiedy to Frederick „Toots” Hibbert przenosi się do Kingston i wraz z Releighem Gordonem i Jerrym Mathiasem zakłada grupę wokalną o nazwie The Vikings (występowali także jako The Flames). Pierwszego singla, zatytułowanego Hallelujah, nagrali dla wytwórni Studio One Clementa Dodda. Po dwóch latach przeszli w ręce Prince'a Bustera, dla którego nagrali singiel Dog War.
W roku 1966 grupa zmieniła nazwę na The Maytals, przechodząc jednocześnie do Byrona Lee. Nagrali dla niego singla Bam-bam i pierwszego LP pod tytułem The Sensational Maytals. Pod koniec roku Toots został aresztowany za posiadanie marihuany i spędził 2 lata w więzieniu.
Gdy odzyskał wolność w 1968 roku grupa została zaproszona do studia przez Lesliego Konga. Nagrali wtedy wielki przebój zatytułowany 54-46 That's my number (54-46 to mój numer), który opowiada o czasie spędzonym w więzieniu. Dla wytwórni Beverly's Konga nagrali także utwór Do the reggay (jest to pierwsza piosenka, w której użyto słowa „reggae” i według niektórych teorii przypisuje się autorstwo tego słowa właśnie Tootsowi Hibbertowi). Dla Beverly's nagrali także albumy Sweet And Dandy, From The Roots i Monkey Man.
W 1971 roku Leslie Kong umarł, zaś grupa powróciła do Byrona Lee, u którego wydali album Funky Kingston (1973). Rok 1975 rozpoczął współpracę grupy z wytwórnią Island. W roku 1976 odbyli tournée po Wielkiej Brytanii i USA, występując m.in. przed grupą The Who. W tym samym roku wydali także płytę Reggae Got Soul (w nagraniach uczestniczyli także trębacz Rico Rodriguez i saksofonista Tommy McCook).
We wrześniu 1980 w Hammersmith Palais odbył się ich koncert, który został nagrany i wydany w ciągu 24 godzin. W ten sposób pobili rekord Guinnessa i zdobyli pierwszą nominację do Grammy.
Pomimo rozwiązania zespołu w 1981 roku, Toots Hibbert nadal występował pod szyldem Toots and The Maytals, ale skład towarzyszący mu nie miał nic wspólnego z dawnym zespołem. Lata 80. nie zaowocowały wielkim komercyjnym sukcesem Tootsa (nie licząc drugiego nominowanego do Grammy krążka Toots in Memphis).
Na początku lat 90. Hibbert zreorganizował swój zespół i zaczął działalność koncertową. W 1997 wydano płytę Recoup, zaś w 1998 kolejną nominowaną do Grammy – Skafather.
W 2004 roku ukazała się płyta True Love, zawierająca klasyczne hity grupy nagrane wspólnie z takimi gwiazdami jak Shaggy, The Skatalites czy No Doubt. Płyta ta została nagrodzona nagrodą Grammy w kategorii Best Reggae Album.
12 lipca 2008 roku Toots and The Maytals wystąpili w Płocku na festiwalu Reggaeland.

## Nagrody
- Zwycięstwa na The National Song and National Gospel Song Contest[5]
  - w 1966 roku za Bam Bam
  - w 1969 roku za Sweet & Dandy
  - w 1972 roku za Pomps & Pride
- Nominacje do Grammy
  - w 1980 roku za Live at the Hammersmith Palais
  - w 1988 roku za Toots in Memphis
  - w 1998 roku za Skafather
- Nagroda Grammy w kategorii Best Reggae Album za True Love w 2004

## Dyskografia (LP)
- Hallelujah (Jamaica Recording Studios 1966)
- Sweet and Dandy (Beverley's 1969)
- Monkey Man (Beverley's 1970)
- From the Roots (Trojan 1970)
- Funky Kingston (Mango 1973)
- Live at Reggae Sunsplash (Mobile 1975)
- In the Dark (Trojan 1976)
- Reggae Got Soul (Mango 1976)
- Funky Kingston (Trojan 1976)
- Pass the Pipe (Mango 1979)
- Just Like That (Mango 1980)
- Live (Island Records (ILPS 9647) 1980)
- Knock Out! (Mango 1981)
- Reggae Greats (Island also Mango 1985)
- Hour Live (Genes 1997). Recorded in 1982
- An Hour Live 'Straight from the Yard' (Dedicated to Robert Nesta Marley) (Sus 1990)
- Sensational Ska (Jamaican Gold 1995)
- Ska Father (Alla Son 1998)
- Live in London (Trojan 1999)
- Monkey Man (House Of 1997)
- Bla. Bla. Bla. (Lagoon 1993)
- Never Grow Old (Heartbeat 1997)
- Recoup (Alla Son 1997)
- True Love (V2 2004)
- Roots Reggae (The Early Jamaican Albums) (Trojan 2005), contains 6 CDs
- World Is Turning (XIII Bis 2005)
- Light Your Light (Concord 2007)